# Holger Pils
Holger Pils (geb. 1976) ist ein deutscher Literaturwissenschaftler und Leiter des Lyrik Kabinetts in München.

## Leben und Wirken
Pils studierte Germanistik und Geschichte in Heidelberg und wurde im Bereich Neuere Deutsche Literatur 2011 dort mit der Dissertation Thomas Manns „geneigte Leser“. Die Publikationsgeschichte und populäre Rezeption der Bekenntnisse des Hochstaplers Felix Krull 1911 - 1955 zum Dr. phil. promoviert. Von 2005 bis 2007 war er Pressesprecher der Kulturstiftung Hansestadt Lübeck und danach Dozent am Germanistischen Seminar der Universität Heidelberg. Von 2009 bis 2013 leitete er das Buddenbrookhaus in Lübeck. Seit 2014 ist er Geschäftsführer, seit 2018 geschäftsführender Vorstand der Stiftung Lyrik Kabinett in München. Er ist Lehrbeauftragter an der Otto-Friedrich-Universität Bamberg.
Er ist Mitglied im Vorstand des Arbeitskreises selbständiger Kultur-Institute (AsKI), im Vorstand der Deutschen Thomas Mann-Gesellschaft, und im Beirat Literatur und Übersetzungsförderung des Goethe-Instituts. Er ist außerdem Mitglied der Jurys zum Peter-Huchel-Preis und zum Horst-Bienek-Preis für Lyrik. In der Vergangenheit war Pils auch Juror für den Jean Paul Preis, den Georg-Trakl-Preis, den Thomas-Mann-Preis, den Gert-Jonke-Preis, den Rainer-Malkowski-Preis und den Dresdner Lyrikpreis.
Mit Frieder von Ammon gibt Pils die Münchner Reden zur Poesie heraus; er ist Herausgeber der Reihe Zwiesprachen im Verlag Das Wunderhorn und Mitherausgeber der Edition Lyrik Kabinett bei Hanser im Carl Hanser Verlag.

## Publikationen
- Martin Bucer (1491–1551). Bibliographie. Gütersloher Verlagshaus, Gütersloh 2005 (mit Stephan Ruderer und Petra Schaffrodt, hg. von Gottfried Seebaß). ISBN 978-3-579-04893-2.
- Liebe ohne Glauben. Thomas Mann und Richard Wagner. Wallstein Verlag, Göttingen 2011 (Hg. mit Christina Ulrich). ISBN 978-3-8353-0965-4.
- Wollust des Untergangs. 100 Jahre Thomas Manns „Der Tod in Venedig“. Wallstein Verlag, Göttingen 2012 (Hg. mit Kerstin Klein). ISBN 978-3-8353-1069-8.
- Elisabeth Mann Borgese und das Drama der Meere. Mare Verlag, Hamburg 2012 (Hg. mit Karolina Kühn). ISBN 978-3-86648-187-9.
- Thomas Manns „geneigte Leser“. Die Publikationsgeschichte und populäre Rezeption der „Bekenntnisse des Hochstaplers Felix Krull“ 1911–1955. Winter Verlag, Heidelberg 2012. ISBN 978-3-8253-5980-5.
- „Ganz entre nous“. Thomas Mann im Briefwechsel mit dem Juristen und Lyriker Maximilian Brantl. Schmidt-Römhild, Lübeck 2015 (mit Britta Dittmann und Manfred Eickhölter). ISBN 978-3-7950-5229-4.
- Die Briefe der Manns. Ein Familienporträt. S. Fischer Verlag, Frankfurt/Main 2016 (Hg. mit Tilmann Lahme und Kerstin Klein). ISBN 978-3-10-002284-4.
- Vom Rätsel ein Stück. Beiträge zum Werk des Dichters Rainer Malkowski. Wallstein Verlag, Göttingen 2017 (Hg. mit Waldemar Fromm). ISBN 978-3-8353-3032-0.
- Im Grunde wäre ich lieber Gedicht. Drei Jahrzehnte Poesie. Eine Anthologie. Carl Hanser Verlag, München 2019 (Hg. mit Michael Krüger). ISBN 978-3-446-26585-1.
- Ich trage Erde in mir. Beiträge zum Werk von Wolfgang Bächler. Wallstein Verlag, Göttingen 2021 (Hg. mit Waldemar Fromm). ISBN 978-3-8353-3847-0.
- Natur – Form – Autorschaft. Das literarische Werk Jan Wagners. Königshausen und Neumann, Würzburg 2022 (Hg. mit Christoph Jürgensen und Friedhelm Marx). ISBN 978-3-8260-7708-1.
- All the World`s a Book. 400 Jahre Shakespeares First Folio / 400 years of Shakespeare’s First Folio. Gedichte / Poems. Stiftung Lyrik Kabinett, München 2023 (Hg. mit Tobias Döring). ISBN 978-3-938776-61-2.